# Комгарон
Комгарон (осет. Комгæрон, ингуш. Товзан-Юхе) — село в Пригородном районе Республики Северная Осетия — Алания. 
Административный центр муниципального образования «Комгаронское сельское поселение».

## География
Село расположено в юго-восточной части Пригородного района, на правом берегу реки Сунжа, напротив впадения в неё реки Белая Речка. Находится в 12 км к юго-востоку от районного центра — Октябрьское и в 18 км к востоку от города Владикавказ.
На западе граничит с селением Сунжа. К югу от села расположен Учебный центр Северо-Кавказского института ВВ МВД РФ.

## История
В 1874 году казаками из Терской казачьей линии была основана станица — Акки-Юртовская.
В 1908 году переименована в Воронцово-Дашковскую.
После выселения казаков в начале 1920-х годов, станица была переименована в село Таузен-Юрт, вновь заселено ингушами и включено в состав Ингушской автономной области.
В 1944 году, после депортации ингушей в Среднюю Азию, село Таузен-Юрт было передано в состав Северо-Осетинской АССР и переименовано в село Комгарон.
В 1973 году в состав села включено село Пограничное (быв. хх. Нижний Шолхи и Нижний Шолджи).

## Инфраструктура
- Дом культуры
- Средняя общеобразовательная школа
- ГБУЗ «Врачебная амбулатория»

## Население
| 1926  | 2002  | 2010  | 2011  | 2012  | 2013  | 2014  |
| ----- | ----- | ----- | ----- | ----- | ----- | ----- |
| 299   | ↗1678 | ↘1549 | ↘1544 | ↘1538 | ↗1546 | ↘1541 |
| 2015  | 2016  | 2017  | 2018  | 2019  | 2020  | 2021  |
| ↘1537 | →1537 | ↗1558 | ↗1568 | ↘1567 | ↗1573 | ↘970  |
| 2023  | 2024  | 2025  |       |       |       |       |
| ↘948  | ↘946  | ↘937  |       |       |       |       |

Национальный состав
По данным Всероссийской переписи населения 2010 года:
| № | Национальность      | Численность, чел. | Доля   |
| - | ------------------- | ----------------- | ------ |
| 1 | осетины             | 1499              | 96,8 % |
| 2 | русские             | 20                | 1,3 %  |
| 3 | другие / не указано | 30                | 1,9 %  |